# Alexander Mann (Maler)

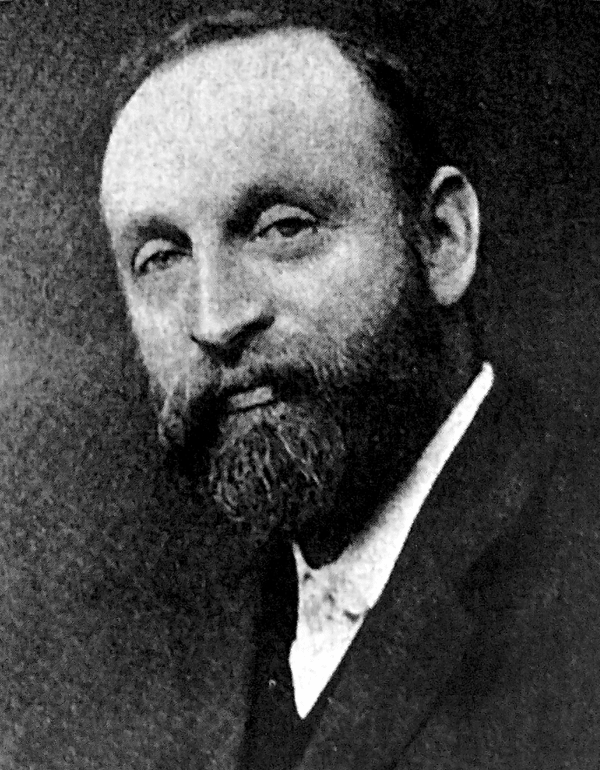
Alexander Mann (1853–1908)

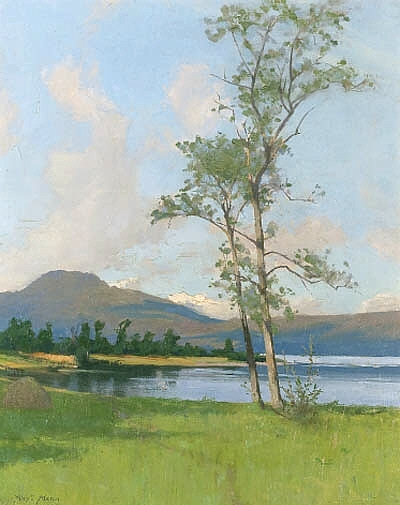
Alexander Mann: A sunlit Loch

Alexander Mann (* 22. Januar 1853 in Glasgow; † 26. Januar 1908 in London) war ein schottischer Maler des Spätimpressionismus und wichtiger Vertreter der Glasgow Boys, einer Künstlergruppe aus dem 19. und frühen 20. Jahrhundert. Er betrieb vor allem Landschaftsmalerei und Genremalerei.

## Leben
Alexander Mann war der zweite Sohn von James Mann, einem wohlhabenden Händler und Kunstsammler. In seiner Jugend erhielt er bei James Robert Greenlees Malunterricht. Später studierte er an der Glasgow School of Art, wo Greenlees Direktor war. 1877 ging Mann nach Paris und besuchte die Académie Julian. Später war er Schüler von Mihály Munkácsy und zwischen 1881 und 1885 von Emile Auguste Carolus-Duran. In dieser Zeit wurde er maßgeblich beeinflusst von Jules Bastien-Lepage und der Haager Schule. Mann unterhielt während seiner gesamten Laufbahn Kontakt nach Paris und stellte wiederholt im Salon de Paris aus.
Mann verbrachte in den frühen 1880er Jahren einige Zeit in Venedig. Dort schuf er das Gemälde A Bead Stringer, Venice, das am Pariser Salon von 1885 eine Anerkennung erhielt. Die anschließende Ausstellung am Royal Glasgow Institute of the Fine Arts führte dagegen zu öffentlichen Kontroversen. Nach diesen Auseinandersetzungen übersiedelte Mann in die Grafschaft Berkshire nach West Hagbourne und später nach Blewbury.
In diesen Jahren malte er häufig in den Downs und in Suffolk. Daneben unterhielt er ein Studio in Chelsea und war dort Nachbar von James McNeill Whistler. Er stellte seine Werke aus bei der Fine Art Society, an der Royal Academy of Arts, dem Royal Institute of Oil Painters, dem New English Art Club und der Royal Society of British Artists.
1886 wurde Mann zum ersten schottischen Mitglied des New English Art Club gewählt. Er war mit John Lavery, Norman Garstin und Thomas Millie Dow von den Glasgow Boys befreundet. Mann reiste sehr viel in Großbritannien umher und malte, darunter Landschaften und Genreszenen aus der Gegend von Angus and Fife. Weitere Reisen, von denen er ebenfalls zahlreiche Gemälde anfertigte, führten ihn nach Frankreich, Italien und Spanien. Zu dieser Zeit lebte er in Kings Holme, Hagbourne, nahe Didcot in der Grafschaft Oxfordshire. Von 1890 bis 1892 lebte er mit seiner Familie in Tanger. Danach ließ er sich wieder in London nieder. 1893 wurde er Mitglied des Royal Institute of Oil Painters. 1995 wurden seine Arbeiten in London am Barbican Centre und in Dublin an der Dublin City Gallery The Hugh Lane gezeigt.